# Hans-Otto Scholl

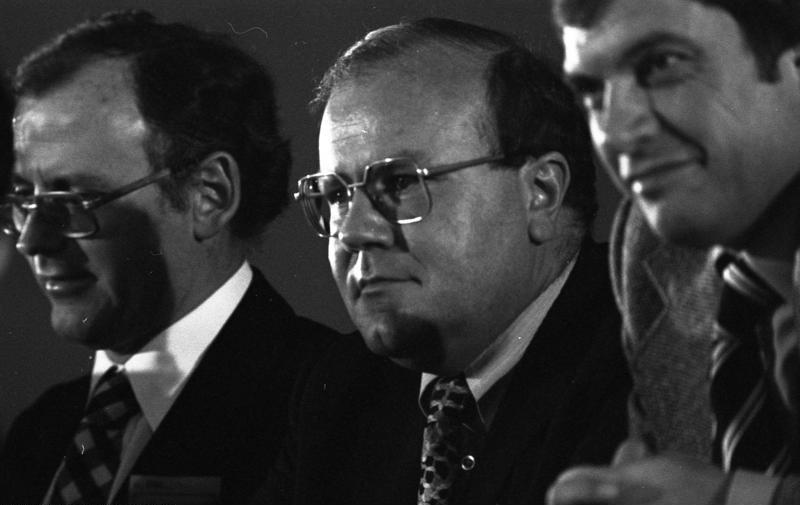
Hans-Otto Scholl, Martin Bangemann, Helmut Schäfer beim Bundesparteitag der FDP 1976

Hans-Otto Scholl (* 13. März 1933 in Mannheim) ist ein ehemaliger deutscher Politiker (FDP).

## Leben und Karriere
Scholl war promovierter Jurist und von Beruf Rechtsanwalt. Von 1972 bis 1980 fungierte er als Hauptgeschäftsführer des Bundesverbandes der Pharmazeutischen Industrie. Scholl schloss sich der FDP an und war von 1974 bis 1981 Landesvorsitzender der Liberalen in Rheinland-Pfalz. Kurz nach seiner Verurteilung wegen schweren Raubes (s. unten) trat er aus der FDP aus. 
Scholl gehörte von 1967 bis 1983 dem Rheinland-Pfälzischen Landtag an, war dort von 1969 bis 1982 zunächst stellvertretender Vorsitzender und 1982/83 Vorsitzender der FDP-Fraktion. Für die Landtagswahlen 1979 und 1983 wurde er jeweils als Spitzenkandidat seiner Partei aufgestellt.
Scholl lebte jahrelang in der Nachbarschaft von Helmut Kohl in Ludwigshafen-Oggersheim.

## Raubüberfall und Verurteilung
Nachdem die FDP 1983 aus dem rheinland-pfälzischen Landtag ausgeschieden war, geriet Scholl in wirtschaftliche Schwierigkeiten, da er nur noch Ehrenämter innehatte. Im Mai 1984 eröffnete die Staatsanwaltschaft ein Ermittlungsverfahren gegen ihn wegen angeblicher Veruntreuung von Verbandsgeldern des Bundesverbandes der Pharmazeutischen Industrie, das aber kurz darauf eingestellt wurde. Am 28. Dezember 1984 überfiel Scholl ein Juweliergeschäft in Baden-Baden, wobei er Gegenstände im Wert von 2,3 Millionen D-Mark erbeutete. Am 5. Januar 1985 wurde Scholl als Tatverdächtiger festgenommen. Ein Teil der Beute fand sich in einem Zürcher Bankfach, das von ihm angemietet worden war. Aussagen von Tatzeugen belasteten ihn und die Tatwaffe wurde ihm zugeordnet. Am 27. Dezember 1985 wurde Scholl durch das Landgericht Baden-Baden wegen schweren Raubes in Tateinheit mit schwerer Körperverletzung zu acht Jahren Haft verurteilt. Der Revisionsantrag der Verteidigung wurde 1986 verworfen.

## Ehrungen
- 1972: Verdienstkreuz am Bande der Bundesrepublik Deutschland
- 1977: Verdienstkreuz 1. Klasse der Bundesrepublik Deutschland